# Richtenberg
Richtenberg (pronunciación en alemán: /ˈʁɪçtn̩ˌbɛʁk/ⓘ) es un municipio situado en el distrito de Pomerania Occidental-Rügen, en el estado federado de Mecklemburgo-Pomerania Occidental (Alemania), a una altitud de 20 metros. Su población a finales de 2016 era de 1300 habs. y su densidad poblacional, 85 hab/km².
Se encuentra ubicado en el centro del distrito.